# Micheasz (Charcharow)

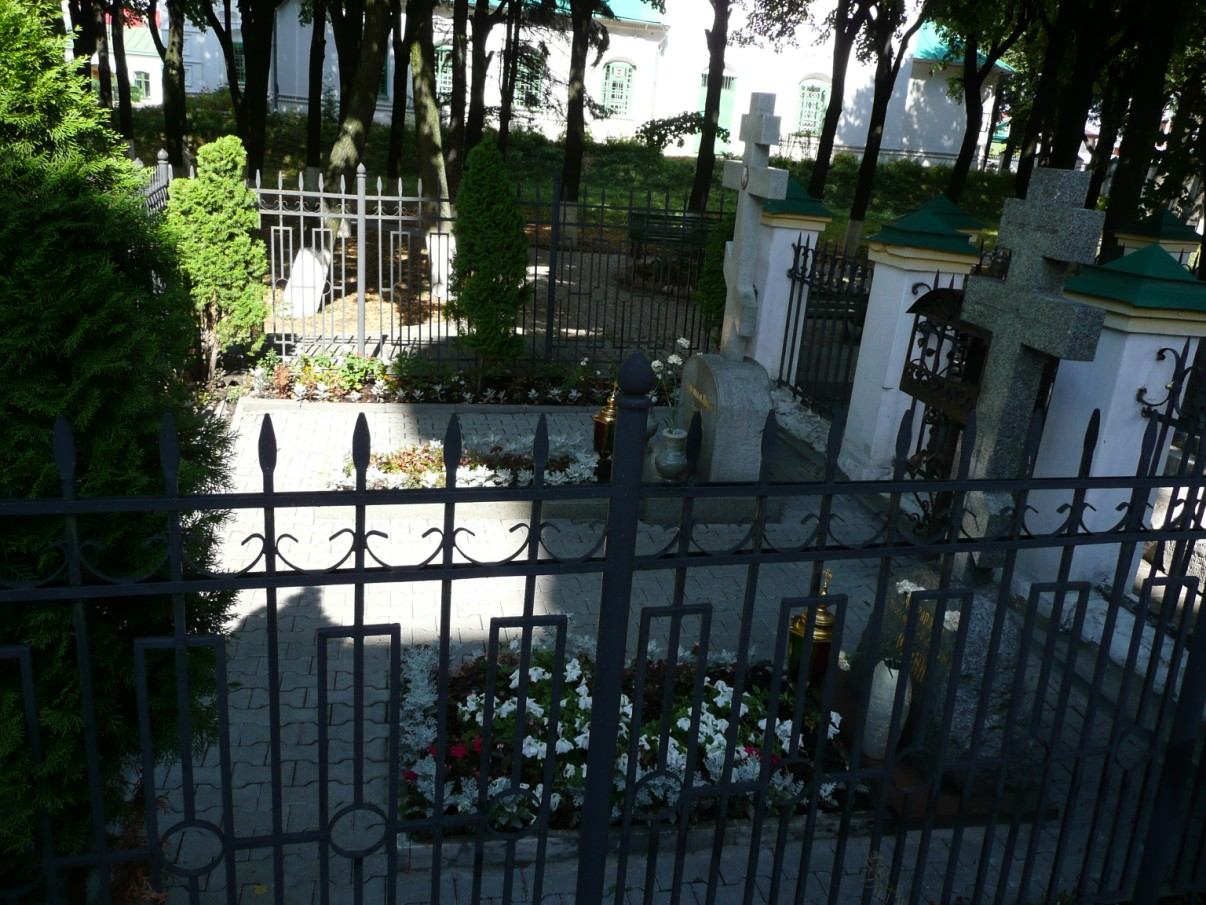
Groby hierarchów jarosławskich Micheasza (Charcharowa) i Jana (Wiendłanda) na Cmentarzu Fiodorowskim w Jarosławiu

Micheasz, imię świeckie Aleksandr Charcharow (ur. 6 marca 1921 w Piotrogrodzie, zm. 22 października 2005 w Jarosławiu) – rosyjski biskup prawosławny.

## Życiorys
Pochodził z rodziny robotniczej. Po ukończeniu szkoły średniej podjął naukę w instytucie medycznym w Taszkencie. Walczył w II wojnie światowej. Po jej zakończeniu, w 1946, wstąpił do Ławry Troicko-Siergijewskiej jako posłusznik. 1 stycznia 1947 złożył wieczyste śluby mnisze. 5 stycznia 1947 został wyświęcony na hierodiakona, zaś 28 sierpnia 1949 – na hieromnicha. W tym samym roku rozpoczął naukę w moskiewskim seminarium duchownym, które ukończył w 1951. W wymienionym roku został skierowany do pracy duszpasterskiej w soborze Zaśnięcia Matki Bożej w Taszkencie. Po dwóch latach przeniesiony do soboru Trójcy Świętej w Saratowie.
Od września 1955 służył w eparchii dniepropetrowskiej. Przez rok przebywał w Pustelni Glińskiej, zaś od 1956 do 1959 był jednym z duchownych służących w soborze Trójcy Świętej w Dniepropetrowsku. Od 1960 do 1961 był proboszczem parafii przy soborze Świętego Ducha w Mińsku. Między rokiem 1963 a 1969 pełnił funkcję przełożonego monasteru Zaśnięcia Matki Bożej w Żyrowicach, z godnością archimandryty. W 1969 przeszedł do eparchii jarosławskiej i rostowskiej, gdzie służył w różnych parafiach.
17 grudnia 1993 w soborze Fiodorowskiej Ikony Matki Bożej w Jarosławiu miała miejsce jego chirotonia na biskupa jarosławskiego i rostowskiego. Od 1995 był arcybiskupem. W 2002 przeszedł w stan spoczynku z powodu złego stanu zdrowia.